# Río Manteca
Río Manteca är en ort i Mexiko.   Den ligger i kommunen Villa Sola de Vega och delstaten Oaxaca, i den sydöstra delen av landet, 400 km sydost om huvudstaden Mexico City. Río Manteca ligger 1 797 meter över havet och antalet invånare är 131.
Terrängen runt Río Manteca är kuperad åt nordväst, men åt sydost är den bergig. Runt Río Manteca är det mycket glesbefolkat, med 7 invånare per kvadratkilometer. Närmaste större samhälle är San Antonio Huitepec, 15,0 km norr om Río Manteca. I omgivningarna runt Río Manteca växer i huvudsak blandskog.